# Carcinarachne brocki
Carcinarachne brocki is een spinnensoort in de taxonomische indeling van de krabspinnen (Thomisidae).
Het dier behoort tot het geslacht Carcinarachne. De wetenschappelijke naam van de soort werd voor het eerst geldig gepubliceerd in 1956 door Joachim Schmidt.